# Atheris desaixi
Atheris desaixi là một loài rắn trong họ Rắn lục. Loài này được Ashe mô tả khoa học đầu tiên năm 1968.